# Єсім-хан (казахський хан)
Єсім-хан (каз. Есім хан; 1565−1628) — казахський правитель, хан Казахського ханства у 1598—1628 роках.

## Життєпис
Був сином Шигай-хана. Після смерті брата, Тауєкель-хана, Єсім-хан зайняв трон Казахського ханства під час походу на Бухару.
Його правління стало періодом чергового зміцнення Казахського ханства. Єсім був досвідченим воєначальником і обдарованим політиком. 1605 року він уклав мирний договір з Бухарою, відповідно до якого до Казахського ханства відійшли Ташкент, Шахрухія, Канка й частина Фергани. Головною метою хана було перетворення його ханства на централізовану державу. Особливу увагу хан Єсім приділяв зміцненню військової міці Казахського ханства, надавши значні військово-політичні повноваження султанам і представникам знаті.
Особливу увагу Єсім приділяв також Могулістану та подіям, що відбувались у ньому. В той час правитель Ташкента хан Турсун повстав проти Єсіма й залучив на свій бік старшого хана Могулістану Абд аль-Латіфа Абака, який не визнавав владу Єсіма. Вважаючи всіх казахів своїм народом, хан Єсім не ввів війська до Східного Туркестану і не розпочав братовбивчу війну.
Казахське ханство за Єсім-хана настільки збільшило свої території, що спроба завоювання нових земель стала марною працею.
Зростання авторитету хана Єсіма в народі спричинило вороже ставлення до нього з боку хана Турсуна. Тому останній вирішив позбавитись свого суперника та захопити всю владу в Казахському ханстві. За деякий час між двома володарями почались криваві сутички. Становище Єсім-хана ускладнювалось тим, що він був змушений відбивати набіги калмиків, а в той час Турсун здійснив напад на Туркестан. Взявши в полон родину хана Єсіма, Турсун вивіз їх у Ташкент. Довідавшись про заколот, хан Єсім вирушив до Ташкента. 1627 року в околицях столиці Турсун-хана відбулась битва двох правителів. Покинувши своє військо, хан Турсун сховався у фортеці. Його воїни, розгнівані такою зрадою, самі взяли його в полон і віддали в руки хана Єсіма.

### Реформи
Єсім-хан провів докорінну реформу політичної системи Казахського ханства. Суть її полягала в тому, що верховенство закритої еліти — торе — замінялось на верховенство еліти відкритого типу — біїв і старшин. Послаблення ролі хана в політичній системі призвело до зміни принципу вибору хана. Хоч офіційно принцип меритократії залишався чинним, фактично казахи перейшли до спадкування ханського звання до самого початку XVIII століття.
Замість улусної системи на початку XVII століття було запроваджено жузову організацію, коли всі казахські землі були розділені між трьома господарсько-територіальними об'єднаннями — жузами. На чолі жузів стояли бії, керівники найсильніших і найчисельніших груп громад. По суті вся влада перебувала в руках жузових біїв. Вони ж формували і раду біїв, що обмежувала владу хана. Влада біїв трималась винятково на особистому авторитеті й хан ніяк не міг впливати на висування того чи іншого бія.
Єсім-хан переніс столицю Казахського ханства із Сигнака в Туркестан.